# 千葉周作
千葉 周作（ちば しゅうさく）は、江戸時代後期の武士・剣術家。北辰一刀流の流祖。幼名於兎松、周作は通称で、諱は成政。漫画「赤胴鈴ノ助」（武内つなよし）のモデルになった。

## 生涯

### 出自
先祖を辿れば桓武平氏良文流、板東八平氏の一つの名門千葉氏で、千葉常胤にたどりつく。
出生地には岩手県陸前高田市、宮城県栗原市花山（生まれも育ちも主張）の2説があったが、近年の研究により「宮城県気仙沼市本郷で生まれ、栗原郡荒谷村（現・宮城県大崎市古川荒谷）にて幼少を過ごした」とする説が最も有力視されている。
花山説は、『観光目的として自作自演を行った』と村の観光促進事業内部にいた研究者から暴露本(佐藤訓雄　剣豪千葉周作―生誕地の謎を明かす)を出版され、根拠としていた千葉吉之丞の墓は数年前に自ら埋めた捏造の墓石、さらに系譜も手が加えられた贋物だったことが判明し、これらは誤記や取材時の一部を抹殺したまま都合よく発刊された『千葉周作遺稿剣法秘訣』に沿った行動であるとされ、これに研究者などが問い合わせるも表だった反論はない。孤雲屋敷も、周作の父と親交があったとされる佐藤重太郎の家を移築したものであり、周作とは直接関係のないものである。
陸前高田市説は佐藤訓雄による「陸前高田市気仙町字中井の天満宮下で出生した」とする説だが、陸前高田市に周作の出生地とされる気仙町ができたのは明治8年のことで、時系列に決定的な疑問が残る。
気仙沼市本郷出生説にあっては、千葉3兄弟自筆の史料が発見されている。
父は千葉忠左衛門成胤（馬医者としての名は浦山寿貞）
周作の名は、江戸に出る際に、千葉吉之丞の孫の周作から借りたものである。また、父の名も千葉吉之丞の子の名を借りている。これは、気仙沼から逃れてきた事件と関係がある。また、弟と言われている定吉は、実は千葉吉之丞の孫の定作の変名である。これは、斗瑩稲荷神社隣の光明寺の過去帳から判明することである。

### 北辰一刀流
周作5歳のころ、故あって父は周作だけ連れて気仙沼を出奔し、縁あった宮城県栗原郡荒谷村の斗瑩稲荷神社境内に居を構える。周作は、ここで地元の剣士・千葉吉之丞から北辰夢想流を学んだ。15，6歳の時に、父と共に下総国松戸に移り、小野派一刀流中西派の浅利義信に入門した。浅利家から、一刀流中西道場に通い、中西子正（浅利義信の師匠）、寺田宗有などの指南を受けて腕を磨き、後に浅利義信の婿となって、浅利又一良と名乗った。
周作は、一刀流組太刀の改変を考え、浅利義信の立場を重んじ、妻（浅利の養女）を連れて独立して、北辰夢想流と小野派一刀流中西派を合法して、北辰一刀流を創始した。このことは免状に明記されている。
その後、武蔵・上野・信州、北信濃から諏訪地方などを周って他流試合を行い門弟数も増え、馬庭念流に復讐の為伊香保神社に奉納額を掲げることを企画したが、馬庭念流がこれを阻止しようとする騒動（伊香保神社掲額事件）が発生し断念した。この一件で、北辰一刀流は上野から撤退した。
文政5年（1822年）秋、日本橋品川町に玄武館という道場を建て、後に神田於玉ヶ池に移転し、多数の門人を抱えて、剣術最大の流派となった。
周作の門下から幕末の重要人物が多数輩出された。主な人物としては、浪士組を作った清河八郎、江戸無血開場の立役者山岡鉄舟、新選組の山南敬助、伊東甲子太郎、鈴木三樹三郎、日本最初の独和辞典を刊行した日比谷健次郎などが挙げられる。海保帆平、森要蔵、庄司弁吉、稲垣定之助、塚田孔平らは優れた剣客として名を上げた。
天保10年（1839年）、徳川斉昭の招きを受けて、水戸藩剣術師範となり、12年には馬廻役として100石の扶持を受けた。次男の栄次郎と三男の道三郎もそれぞれ水戸藩の馬廻役となっている。
塚田孔平が、水戸弘道館にて、会沢正志斎、戸田銀次郎、藤田東湖らと親交、天狗党の乱に関ったため、水戸藩では、一時、北辰一刀流を禁止した。
維新後は、千葉栄次郎門下の下江秀太郎が警視庁剣術世話係、水戸の内藤高治、門奈正が大日本武徳会教授となるなど、多くの剣士が活躍して、日本剣道の発展に尽くした。

### 特徴

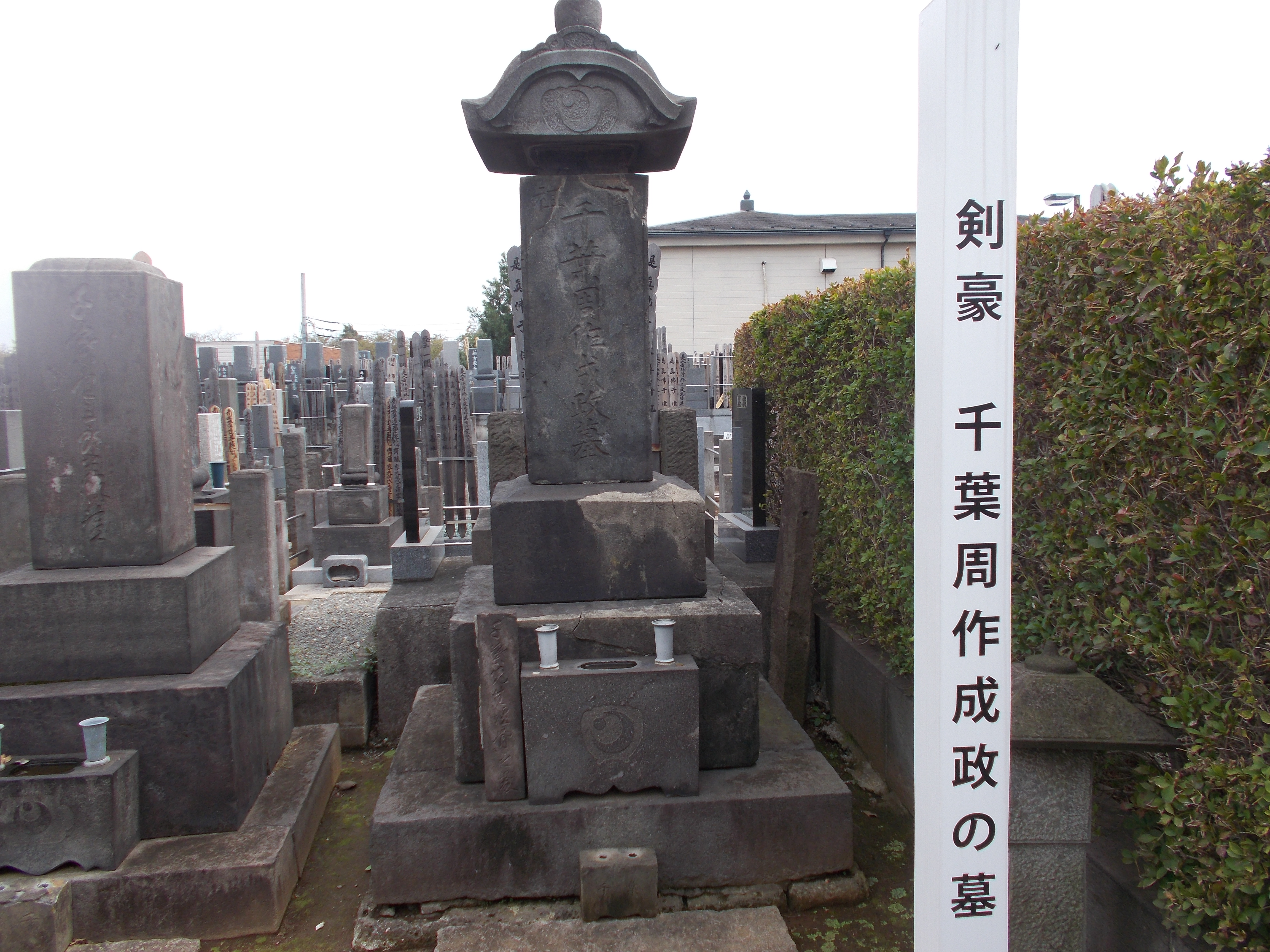
千葉周作墓（東京都豊島区本妙寺）

構えは、剣先をセキレイの尾のごとく振るといわれている。松崎浪四郎が「技の千葉（北辰一刀流）、力の斎藤（神道無念流）、位の桃井（鏡心明智流）」と幕末江戸三大道場を評しているのが有名である。「それ剣は瞬速、心、気、力の一致」という周作の言葉がある。
他流派は、単なる打ち合いの稽古法であったが、北辰一刀流は掛かり稽古を中心にした稽古法を作り、そして、多かった免許の段階を、3段階と簡素化した。神秘性に偏らない、合理的な指導法は効果的で、他流派においては10年かかる修行が、5年で完成してしまうと言われた。この剣術指導法は、内藤高治らの功績もあって、現代剣道に大きな影響を与えており、剣道家らの評価が高い。
平成15年（2003年）、千葉周作は全日本剣道連盟 剣道殿堂に顕彰された。

## 親族
- 長男：千葉寄蘇太郎
- 二男：千葉栄次郎
  - 孫：千葉周之介
- 三男：千葉道三郎
- 四男：千葉多門四郎
- 弟：千葉定吉
  - 甥：千葉重太郎
  - 姪：千葉さな子
- 曽孫：帆足秀三郎 - 立教中学校（旧制）元校長。立教大学卒業後、キリスト教伝道活動に取り組んだ[3]

## 千葉周作が登場する作品
小説
- 海音寺潮五郎：「千葉周作」
- 司馬遼太郎：「北斗の人」、講談社
- 津本陽：「千葉周作」（上・下）、角川書店
- 山岡荘八：「千葉周作」(1,2)、講談社

漫画
- 赤胴鈴之助 － 千葉周作門下の少年剣士が主人公。
- ねこねこ日本史 - 第9巻で千葉周作の主役回が発表される。
- 陽だまりの樹 - 第一巻にて臨終の場面のみの登場。

映画
- 千葉周作（1942年以前、日活、監督・辻吉郎、主演・尾上多見太郎）[4] - 千葉周作と馬庭念流の樋口が試合し樋口が破れて千葉の膝下に伏して詫びを乞うという場面があり、これを見て怒った馬庭念流一門が日活映画京都撮影所に直談判し日活重役陣に映画の上映中止と謝罪文を新聞に書かせた事件があった[5]
- 剣に賭ける（1962年、大映) 田中徳三監督、演:市川雷蔵

テレビドラマ
- 北斗の人（『ナショナルゴールデン劇場』、1967年、NETテレビ、演：加藤剛）
- 千葉周作 剣道まっしぐら（『ブラザー劇場』、1970年-1971年、TBS、演：岩下亮）
- 北斗の人（『白雪劇場』、1974年、関西テレビ、演：伊吹吾郎）
- 江戸を斬るII（『ナショナル劇場』、1975年-1976年、TBS、演：中谷一郎）
- 江戸を斬るIV（『ナショナル劇場』、1979年、TBS、演：三船敏郎）
- びいどろで候〜長崎屋夢日記（1990年、NHK総合テレビ、演：美木良介、第10話で登場）
- 必殺スペシャル・春 勢ぞろい仕事人! 春雨じゃ、悪人退治（1990年、朝日放送、演：滝田栄）
- 熱血!周作がゆく（2000年、テレビ朝日、演：中村俊介）